# Società Sportiva Trani 1941-1942
Questa voce raccoglie le informazioni riguardanti la Società Sportiva Trani nelle competizioni ufficiali della stagione 1941-1942.

## Rosa
| N. |                   | Ruolo | Calciatore            |
| -- | ----------------- | ----- | --------------------- |
|    | Italia (bandiera) | C     | Ulderico Alò          |
|    | Italia (bandiera) | A     | Luigi Cattaneo        |
|    | Italia (bandiera) | D     | Giuseppe Di Bisceglie |
|    | Italia (bandiera) | A     | Giovanni Donnini      |
|    | Italia (bandiera) | P     | Marino Ficele         |
|    | Italia (bandiera) | D     | Vittorio Freddi       |
|    | Italia (bandiera) | D     | Domenico Giacobbe     |
|    | Italia (bandiera) | A     | Bruno Giordano        |

| N. |                   | Ruolo | Calciatore          |
| -- | ----------------- | ----- | ------------------- |
|    | Italia (bandiera) | D     | Antonio Girone      |
|    | Italia (bandiera) |       | Otello Maurizi      |
|    | Italia (bandiera) | P     | Aldo Molinari       |
|    | Italia (bandiera) | C     | Giuseppe Nicito     |
|    | Italia (bandiera) | C     | Alessandro Piccione |
|    | Italia (bandiera) | A     | Luigi Pusineri      |
|    | Italia (bandiera) | A     | I. Valletta         |